# 手巾寮
手巾寮，原寫為手巾藔，是臺灣高雄市旗山區的一個傳統地域名稱，位於該區東部凸出部分。相較於今日行政區，其範圍大致包廣福里、中洲里東部、大山里東南端、鯤洲里東半部、上洲里東端、東昌里南部凸出部分。

## 歷史
台灣日治初期，手巾寮地區為一街庄，稱為「手巾藔庄」，隸屬於港西上里。昔日該庄西隔楠梓仙溪與溪州庄為界，西北隔楠梓仙溪支流美濃溪與旗尾庄為界，北與金瓜藔庄為鄰，東與吉洋庄為鄰，南邊隔當時的荖濃溪北側分流（標示荖濃溪，今已消失）與土庫庄、瀰力肚庄為界。
1901年（日治明治三十四年）11月，全台設置二十廳，該庄隸屬於阿猴廳。1904年（明治三十七年）4月，該庄改隸屬於蕃薯藔廳。1909年（明治四十二年）10月，合併二十廳為十二廳，該庄改編入「旗尾區」，並改隸屬於阿緱廳。1920年（大正九年）10月，廢十二廳改設五州二廳，該庄改制並雅化為「手巾寮」大字，隸屬於高雄州旗山郡旗山街。
戰後旗山街改制為旗山鎮，隸屬於高雄縣，大字亦改制為里。1950年10月，高、屏分治，旗山鎮仍隸屬於高雄縣。2010年12月25日，因高雄縣市合併，旗山鎮改制高雄市旗山區。

## 聚落
本地區發展較早的聚落有手巾藔、半廍仔等，在日治期初期的官方地圖上已有記載。

## 交通
國道10號又稱「高雄支線」或「高雄環線」，是左營至旗山的高速公路，經過本地區中部略偏西。最近在交流道在北側為旗山端（終點），在南側為連接里港砂石車專用道（可通往省道台3線）的里港交流道（僅東出西入）。由此等可快速前往國道10號沿線各地。
省道台3線俗稱「內山公路」，是臺北至屏東的幹道，經過本地區手巾寮聚落。由該道路北行可前往旗山區旗山市區、內門區、臺南市南化區、玉井區等地；南行可前往屏東縣里港鄉、九如鄉、屏東市，並止於省道台1線路口。
區道高92線是半廍至下手巾寮的道路。
區道高93線是中潭至手巾寮的道路。
區道高94線是農場至外六寮的道路。
區道高100線是手巾寮至龜山堤防的道路。

## 產業
- 台糖金瓜農場（南半部）
- 台糖手巾寮農場
- 台糖吉洋農場（西半部）